# Denzell García
Denzell Arturo García Bojorquez (ur. 15 sierpnia 2003 w Los Mochis) – meksykański piłkarz występujący na pozycji defensywnego pomocnika, reprezentant Meksyku, od 2022 roku zawodnik Juárez.